# Frantz Cleyn
Frantz Cleyn (også Frantz Klein, Frantz Kleine, Francis Cleyn) (født 1582 i Rostock, død 1658 i London) var en tysk maler.

## Virke

### I Danmark
Han var søn af en guldsmed Hans Clein og blev født i Rostock. Han rejste udenlands og opholdt sig fire år i Rom, hvilket han kunst også bærer præg af, men det er uklart, hvornår rejsen fandt sted. Derpå skal han være rejst til Danmark for at træde i kong Christian IV's tjeneste og var muligvis indkaldt af Pieter Isaacsz. En tegning fra 1615 af en satyr, der belurer en kvinde (Den Kongelige Kobberstiksamling) bærer hans italieniserede signatur og kan være udført under udlandsopholdet. Der nævnes et portræt af Christian IV, malet af Cleyn allerede 1611; dog fik han den 11. november 1617 første gang betaling for udførte arbejder, og han nævnes ikke i regnskaberne, hvori han jævnlig kaldes Klein, uagtet han selv skrev sig Cleyn, senere end 1625. Fra den 21. april 1620 til den 31. marts 1624 var han ansat for "at lære Christian Ulrik (Gyldenløve) til at afridse efter Malerkunst" ; han kaldes da "Fr. Kleine, Contrefejer og Indvaaner i København".

### I England
På anbefaling af to fremtrædende engelske adelsmænd, Sir Henry Wotton og Sir Robert Anstruther, som han allerede kendte fra sin tid i Venedig, var Cleyn muligvis 1622 i London, hvor han under prins Karls fravær skal være blevet nådigt modtaget af James I.
Han var rimeligvis gift, da han ca. 1625 kaldtes til England (hvor han kendes som Francis Cleyn), thi endnu samme år døbes hans førstefødte søn, maleren Francis Cleyn (1625-1650), hvis arbejder senere ofte forveksledes med faderens, i Mortlake i Surrey. Også flere af hans øvrige fem børn var malere og malerinder.
Cleyn blev højt værdsat af samtidens England og blev omtalt som "il miracolo del secolo" (århundredets mirakel).

## Værker i Danmark
Hans hovedarbejder i Danmark var nogle store, dekorativt udførte billeder til loftet i riddersalen ("Den lange Sal") på Rosenborg Slot. De forestillede De forskellige menneskealdres glæder og sysler. Af den hele række, niogtyve værker, var seks af Cleyn, men de nitten bevarede billeder gik til grunde ved Christiansborg Slots brand 1884.
Billederne var, foruden det signerede Brudevielse, muligvis også Jesusbarnets fremstilling i templet og Kristi dåb (Statens Museum for Kunst, efter Tintorettos værk i Accademia di Belle Arti di Venezia), En drengeskole (Statens Museum for Kunst) og Skakspillere i et fyrsteligt telt, der brændte på Frederiksborg Slot 1859. Billederne, hvoraf motiverne for de femogtyves vedkommende kendes, behandles i Philip Weilbachs afhandling i Konst og Æsthetik (s. 161 ff.). Cleyns bidrag hørte dog til de svagere af disse, i det hele rent dekorativt behandlede billeder.
November 1617 betaltes han for "nogen Historier og ellers en Del adskilligt Arbejde" til kongens ny lystslot "saavelsom og i et Kammer over Porten der sammesteds". Følgelig er de malede dekorationer i Christian IV's skrivestue og et rum over porten samt et illusionistisk loftsmaleri med musikanter, i dag i Christian V's sal, blevet tilskrevet Cleyn. I 1619 modtog han betaling for Et fyrværkeris historie (Kronborg) og Børneleg (sikkert identisk med det signerede Børn, som skal i skole (Kronborg)).
Cleyn var en alsidig kunster og udførte også portrætter af kongen og den udvalgte prins Christian, prospekter af København og en karton til et vævet bordtæppe.
Statens Museum for Kunst har også maleriet En trolovelse, og syvogtyve tegninger af Cleyn findes i Den Kongelige Kobbersamling.

## Værker i England
I England blev Cleyn knyttet til gobelinvæverierne i Mortlake som leverandør af kartoner. Han medvirkede samtidig ved udsmykningen af en række slotte og udsendte også flere ornamentstik. Wenceslas Hollar frembragte i 1651 stik til Æsop og 1654 til Virgil på basis af Cleyns fortegninger.

## Vurdering
Cleyn indtog en betydningsfuld rolle som viderebringer af stiltræk fra den italienske renæssance, manierisme og tidlige barok. En del af hans værker er kopier af andres værker, delvist baseret på stikforlæg (skrivestuens paneler med cucina og Medor og Angelica, udført efter henholdsvis Andrea Salvadoris stik i Arcimboldos manér og Egedius Sadelers stik efter Carlo Caliari), men andre af hans værker befæster hans ry som en selvstændig og kreativ kunstner.

## Gengivelser
Et selvportræt af Cleyn er forsvundet, men kendes fra et kobberstik fra 1762 af Thomas Chambers (Det Kongelige Bibliotek). Der findes også et familiebillede.

## Galleri
- En trolovelse
- En drengeskole
- Fremstillingen af Jesus i Templet og Kristi dåb